# Kervignac
 Kervignac  (en bretón Kervignag) es una población y comuna francesa, situada en la región de Bretaña, departamento de Morbihan, en el distrito de Lorient y cantón de Port-Louis.

## Demografía
| 2128 | 2119 | 2352 | 2969 | 3681 | 4113 |
| Para los censos de 1962 a 1999 la población legal corresponde a la población sin duplicidades (Fuente: INSEE [Consultar]) |      |      |      |      |      |